# Архиепархия Касамы

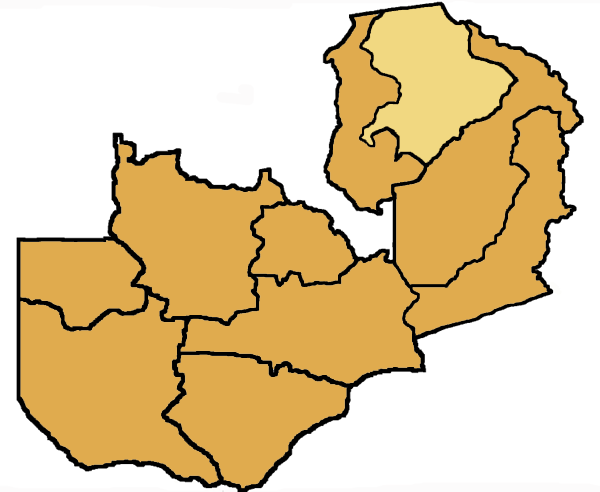
Карта архиепархии Касамы

Архиепархия Касамы (лат. Archidioecesis Kasamaënsis) — архиепархия Римско-католической церкви с центром в городе Касама, Замбия. В митрополию Касамы входят епархии Мансы и Мпики. Кафедральным собором архиепархии Касамы является церковь святого Иоанна Богослова.

## История
28 января 1913 года Святой Престол учредил апостольский викариат Бангвеулу, выделив его из апостольского викариата Ньясы (сегодня — архиепархия Лилонгве).
26 мая 1933 года апостольский викариат Бангвеулу передал часть своей территории для создания миссии sui iuris Луангвы (сегодня — епархия Мпики).
10 июля 1952 года Конгрегация пропаганды веры издала декрет «Cum in Rhodesia», которым передала часть территории апостольского викариата Бангвеулу для создания апостольской префектуры Форт-Роузбери (сегодня — епархия Мансы) и переименовала апостольский викариат Бангвеулу в апостольский викариат Касамы.
25 апреля 1959 года Римский папа Иоанн XXIII издал буллу «Cum christiana fides», которой преобразовал апостольский викариат Касамы в епархию, суффраганную по отношению к архиепархии Лусаки.
12 июля 1967 года Римский папа Павел VI издал буллу «Qui altissimi Dei», которой возвёл епархию Касамы в ранг архиепархии-митрополии.
В ноябре 1995 года архиепархия Касамы была расширена, включив четыре прихода, которые принадлежали епархии Мпики.

## Ординарии архиепархии
- епископ Etienne-Benoît Larue, M.Afr.[2] (28.01.1913 — 5.10.1935);
- епископ Alexandre-Auguste-Laurent-Marie Roy, M.Afr. (5.10.1935 — 16.05.1949);
- епископ Marcel Daubechies, M.Afr. (3.02.1950 — 25.11.1964);
- архиепископ Clemens P. Chabukasansha (6.07.1965 — 22.02.1973);
- архиепископ Elias White Mutale (17.09.1973 — 12.02.1990);
- архиепископ James Spaita (3.12.1990 — 30.04.2009);
  - Sede vacante (2009-2012)
- архиепископ Ignatius Chama (с 12 января 2012 года).

## Источник
- Annuario Pontificio, Libreria Editrice Vaticana, Città del Vaticano, 2003, ISBN 88-209-7422-3
- Декрет Cum in Rhodesia Архивная копия от 3 февраля 2020 на Wayback Machine, AAS 44 (1952), стр. 749  (лат.)
- Булла Cum christiana fides Архивная копия от 3 марта 2013 на Wayback Machine  (лат.)
- Булла Qui altissimi Dei Архивная копия от 3 февраля 2014 на Wayback Machine  (лат.)